# このまちだいすき
このまちだいすきは、NHK教育テレビジョンで1992年4月8日から1999年3月9日まで放送されていた小学校3年生向けの学校放送番組（社会）である。

## 概要
地球にやって来た異星人の主人公が、特定の地域に住みこんで町の情報や仕事などを報告するというプロットで社会や地域について学ぶ児童向け学習番組である。第1シリーズから第4シリーズまでの主人公は「卒業試験の課題としてやって来た宇宙アカデミーの学生」、第5シリーズは「宇宙ライブラリーの調査員」というキャラクター背景があった。
番組の音楽担当に山本正之を起用したり、様々な他局のテレビ番組のパロディを取り入れるなど、意欲的な態勢であった。
番組の前身は、チョーさん（長島雄一）が出演した『たんけんぼくのまち』であり、製作スタッフの一部も共通している。「たんけんぼくのまち」と同様に、主人公がその時々に抱いた疑問を自分の力で主体的に解決していく問題解決学習をメインに、試行錯誤をする中で物事の盲点や他の側面を知っていく姿を描く。
この番組が好評であった理由は、ストーリー仕立て、主人公のキャラクターへの親密感、笑いをとることなどで視聴対象者の児童を飽きさせなかったことにもあるが、表面的な知識の提示を避けて幅広い事項を扱うことで、日常生活を豊かにする知識が視聴者に伝えられていたことにもある。なお、多様な社会事象を扱うというコンセプトについては、後身の『まちへとびだそう』という番組にも引き継がれている。
番組終了時は、ストーリー性を考慮してか「つづく 制作・著作/NHK」と表示されていた時期があった（例外あり）。

## 第1期 シラベル編

### 基礎情報
- 放送期間：1992年4月8日 - 1994年3月9日
- 舞台地域：千葉県銚子市[3][4]
- 目的設定：宇宙アカデミーの卒業試験

### 概要
第1シリーズは、2年間にわたる製作・放送であった。主人公はシラベル（東善智、現・アズマッチ）であり、下宿先は、元小学校教諭の年配夫婦宅であった。第1シリーズには、本作音楽担当の山本正之や作家の志茂田景樹、担当プロデューサーの佐々木和哉をはじめとする多彩な特別出演者などによって、印象深い場面が多い。このため第1シリーズは、「このまちだいすき」の中核をなすものといわれている。また、第1シリーズにおいては、銚子市の紹介に貢献したということで、同市から主人公の「宇宙人シラベル」に対して感謝状が贈られている（番組内では、表彰の模様が放送された）。
第1シリーズ中、1年目に放送された作品は、これまでの学校放送番組をある程度厳格に踏襲していたが、2年目に放送された作品からは、学校放送番組の既成概念を超える娯楽的な要素が数多く取りこまれたといわれている。第1シリーズの娯楽的な要素として主にあげられる事項には、サブタイトルにアニメ『機動戦士ガンダム』の各話サブタイトルをもじって付けたり、かつての日本テレビ系ドラマ『探偵物語』のパロディ、日活映画『渡り鳥シリーズ』のパロディ、加えて当時流行ったフジテレビの深夜番組『カルトQ』をもじった「銚子タルトQ」などがあった。特に「銚子タルトQ」は、出題問題の中に日本テレビ『クイズ世界はSHOWbyショーバイ!!』の「何を作ってるんでしょーか?」クイズや、TBS『クイズダービー』、テレビ朝日『クイズヒントでピント』のパロディ部分も登場する力の入れようであった。また、最終回は丸々TBS『ウルトラセブン』最終回のパロディだった。このような娯楽的な要素については、視聴対象者の児童のほか、教員にも親しまれる番組をめざすために企画されたものなのではないかという説がある。
あしたもげんきくんに出演していた好田タクトが「謎の発明家」役でゲスト出演したこともある。また、はてな・サイエンスに出演していた岩男潤子も若き日のおばさん役として出演した。
なお、「渡り鳥シリーズ」のパロディ回には番組プロデューサーが出演し、また、相手役「エースのチョー」（宍戸錠演じる「エースのジョー」のパロディ）は、前身番組「たんけんぼくのまち」の主人公・チョーさんこと長島雄一が演じていた。実は会社社長という設定であり、チョーさんのその後と考えることもできる。

### 出演者
シラベル
演 - 東善智
出席番号は48580番。
宇宙アカデミーからの退学を防ぐために、シゴック先生の指示で地球に派遣された。
地球では「シラベ」と名乗る。
シゴック先生
演 - 青野武

### 放送リスト
| 回 | タイトル                     | テーマ                 | 初回放送日     |
| -- | ---------------------------- | ---------------------- | -------------- |
| 1  | シラベル大地に立つ           | イントロダクション     | 1992年04月08日 |
| 2  | 公民館のドアを叩け           | みんなが集まる場所     | 1992年04月22日 |
| 3  | ゴミかいめつ命令             | すみよいまちをつくる   | 1992年05月13日 |
| 4  | 迷い道だっしゅつ作戦         | 身近な場所の地図       | 1992年05月27日 |
| 5  | 電車よとまれ                 | コースを決めてたんけん | 1992年06月10日 |
| 6  | とべ!シラベル                | まちのいろいろなところ | 1992年06月24日 |
| 7  | めぐりあい空                 | おたより特集           | 1992年07月08日 |
| 8  | お買いもの大作戦             | 買い物しらべ           | 1992年09月02日 |
| 9  | 商店街であいましょう         | 身近な店               | 1992年09月16日 |
| 10 | デパートがきみをまっている   | 大きな店               | 1992年09月30日 |
| 11 | 市場へせんにゅうせよ         | 市場とものの流れ       | 1992年10月14日 |
| 12 | 見たぞ!お米のできるまで      | 田の仕事               | 1992年10月28日 |
| 13 | キャベツはボクの恋人         | 畑の仕事               | 1992年11月11日 |
| 14 | 銚子の海より愛をこめて       | 海の仕事               | 1992年11月25日 |
| 15 | しょうゆのかおりにさそわれて | 工場の仕事             | 1992年12月09日 |
| 16 | 再会 教え子よ                | 身近なむかしをさぐる   | 1993年01月13日 |
| 17 | たいりょうばた五色にそめて   | まちのむかしさがし     | 1993年01月27日 |
| 18 | シラベル 夢のあと            | まちのうつりかわり     | 1993年02月10日 |
| 19 | 光る未来                     | まちの未来をさぐる     | 1993年02月24日 |
| 20 | 地球はおもいでふかく         | おたより特集2          | 1993年03月10日 |

| 回 | タイトル                            | テーマ               | 初回放送日     |
| -- | ----------------------------------- | -------------------- | -------------- |
| 1  | うわさのシラベルだ!                 | イントロダクション   | 1993年04月07日 |
| 2  | 銚子に星の雨が降る                  | みんながあつまる場所 | 1993年04月21日 |
| 3  | みどりがいっぱい ひみつがいっぱい   | すみよいまちをつくる | 1993年05月12日 |
| 4  | ライバルはトラブルとともに          | 身近な場所の地図     | 1993年05月26日 |
| 5  | 海が好き!                           | 海のそばのようす     | 1993年06月09日 |
| 6  | ルンルンランラン ピクニックそうどう | 川のそばのようす     | 1993年06月23日 |
| 7  | みじめ・愛とさすらいのシラベル      | まち全体のようす     | 1993年07月07日 |
| 8  | だれかがメロンを愛してる            | 畑のしごと           | 1993年09月01日 |
| 9  | きみが米を食べた                    | 田のしごと           | 1993年09月17日 |
| 10 | ぴちゃり                            | 海のしごと           | 1993年09月29日 |
| 11 | しあわせの黄色いかんづめ            | 工場の中の仕事       | 1993年10月13日 |
| 12 | しょうゆラブストーリー              | 工場とものの流れ     | 1993年10月27日 |
| 13 | 買いしめたい                        | 買いものしらべ       | 1993年11月10日 |
| 14 | 101回目の大安売り                   | スーパーマーケット   | 1993年11月24日 |
| 15 | ほかのまちから                      | おたより特集1        | 1993年12月08日 |
| 16 | 押し入れのむこうは過去              | むかしのくらし       | 1994年01月12日 |
| 17 | 命かけます宝さがし                  | まちのむかしさがし   | 1994年01月26日 |
| 18 | ときめきの利根川                    | まちに伝わるむかし   | 1994年02月09日 |
| 19 | わが青春の飛行場                    | まちのうつりかわり   | 1994年02月23日 |
| 20 | さよならの季節                      | おたより特集2        | 1994年03月09日 |

## 第2期 サガセル編

### 基礎情報
- 放送期間：1994年4月6日 - 1995年3月8日
- 舞台地域：神奈川県小田原市[13]
- 目的設定：宇宙アカデミーの卒業試験

### 概要
第2シリーズは、1年間の製作・放送であった。主人公はサガセル（大塚寛）であり、下宿先は、仏教寺院であった。また、第2シリーズは多彩なパロディに満ちており娯楽的な要素が強かった。
サガセルがあこがれる女性として「よしこ」が登場し、しばしば競馬情報の放送を担当していた結城未来が演じた。主人公のサガセルが、よしこと親しくなりたいあまりに女子大生との合同コンパ（合コン）を催し、口説く場面もあった。また、最終回はサガセルとよしことの恋愛物語に徹し、ほとんど社会科的要素を含まないという教育番組として異色の回であった。

### 出演者
サガセル
演 - 大塚寛
シゴック先生
演 - 青野武
よしこ
演 - 結城未来

### 放送リスト
| 回 | タイトル                                       | テーマ               | 初回放送日     |
| -- | ---------------------------------------------- | -------------------- | -------------- |
| 1  | なんてったってサガセル!                        | イントロダクション   | 1994年04月06日 |
| 2  | おしおきじゃ!公民館はなんの館?                 | みんなが集まる場所   | 1994年04月20日 |
| 3  | サガセルが教えます スリムに生活する方法        | すみよいまちをつくる | 1994年05月11日 |
| 4  | 太郎ちゃんの家をさがせ!                        | 身近な場所の地図     | 1994年05月25日 |
| 5  | 山よ!木よ!緑よ!…おまけにリポートよ!            | 山のそばのようす     | 1994年06月08日 |
| 6  | さかわ川ミステリー                             | 川のそばのようす     | 1994年06月22日 |
| 7  | サガセル反省!スターへの道はきびしい            | まち全体のようす     | 1994年07月06日 |
| 8  | おたより特集                                   | おたより特集1        | 1994年08月31日 |
| 9  | おもてなし大作戦!                              | 買い物しらべ         | 1994年09月14日 |
| 10 | おねぼうさん いま何時?                         | 商店街のようす       | 1994年09月28日 |
| 11 | サガセル!愛のショッピング                      | 大きな店             | 1994年10月12日 |
| 12 | サガセルのやさいだいすき!?                     | 市場とものの流れ     | 1994年10月26日 |
| 13 | 朝ごはんで元気モリモリ!                        | 工場のしごと         | 1994年11月09日 |
| 14 | うしなわれたアジをもとめて                     | 海のしごと           | 1994年11月25日 |
| 15 | いちだいじ!おしょうさんのためならエンヤコーラ! | 畑のしごと           | 1994年12月07日 |
| 16 | サガセルのもちつき大作戦!                      | むかしのくらし       | 1995年01月11日 |
| 17 | サガセルのちょうちん一人たび                   | まちのむかしさがし   | 1995年01月25日 |
| 18 | ライバル登場?人気者は恋がたき!                 | まちに伝わるむかし   | 1995年02月08日 |
| 19 | ふしぎ写真のなぞを追え!                        | まちのうつりかわり   | 1995年02月22日 |
| 20 | 小田原だいすき!                                | おたより特集         | 1995年03月08日 |

## 第3期 シラベラ編

### 基礎情報
- 放送期間：1995年4月11日 - 1996年3月5日
- 舞台地域：群馬県藤岡市
- 目的設定：宇宙アカデミーの卒業試験

### 概要
第3シリーズは、1年間の製作・放送であった。主人公はシラベラ（川崎香、現・川崎かおり）であり、下宿先は当初造り酒屋の店主宅だったが、1学期最後の第8話で彼の甥一家が経営する簡易郵便局を兼ねる商店に変更になった。なお、シラベラは、第1シリーズの主人公であったシラベルの妹という設定であった。このシリーズでは、兄のシラベルを主人公としていた第1シリーズと同様にパロディとして、テレビ東京系『プレイガールQ』のもじりがあった。なお、シラベラの役を担当した川崎香は、1991年のホンダレディであり、趣味のモータースポーツ・ハワイ関連の司会や取材記者（レポーター）やディスクジョッキー（DJ）として現在活躍している。尚、途中で下宿先が変わったのは、おじさんを演じていた人物が放映期間中に逝去してしまったためである。

### 出演者
シラベラ
演 - 川崎香
シラベルの妹。
地球では「ラン」と名乗る。
シゴック先生
演 - 青野武

### 放送リスト
| 回 | タイトル                           | テーマ             | 初回放送日     |
| -- | ---------------------------------- | ------------------ | -------------- |
| 1  | 宇宙人シラベラ登場!                | イントロダクション | 1995年04月11日 |
| 2  | 勉強はつらいよ!                    | みんなが集まる場所 | 1995年04月25日 |
| 3  | びん・かん シラベラ大作戦!         | すみよいまちを作る | 1995年05月16日 |
| 4  | 急げシラベラ!お客さんを待たせるな! | 身近な場所の地図   | 1995年05月30日 |
| 5  | シラベラそうなん!?山がよんでる!    | 山のそばのようす   | 1995年06月13日 |
| 6  | 大ピンチ!!コンパクトはどこに?      | 川のそばのようす   | 1995年06月27日 |
| 7  | 家出!シラベラどこへ行く!!          | 町全体のようす     | 1995年07月11日 |
| 8  | おたより特集                       | おたより特集1      | 1995年08月29日 |
| 9  | シラベラ!料理の達人!?              | 買いものしらべ     | 1995年09月19日 |
| 10 | ランちゃんのプレゼント             | 商店街のようす     | 1995年10月03日 |
| 11 | シラベラのアルバイト大作戦         | 大きな店           | 1995年10月17日 |
| 12 | 食欲の秋なのだ!!                   | 市場とものの流れ   | 1995年10月31日 |
| 13 | シラベラはおネギがお好き!?         | 畑のしごと         | 1995年11月14日 |
| 14 | おうちの屋根は何色だ!?             | 工場のしごと       | 1995年11月28日 |
| 15 | 拾いものには福がある!?             | 町のしごとしらべ   | 1995年12月12日 |
| 16 | シゴック先生の宝物                 | むかしのくらし     | 1996年01月09日 |
| 17 | おこさまって何者だ!?               | まちに伝わるむかし | 1996年01月23日 |
| 18 | シラベラのわすれもの               | まちのうつりかわり | 1996年02月06日 |
| 19 | みなさんありがとう                 | リポート特集       | 1996年02月20日 |
| 20 | さよなら、藤岡                     | おたより特集2      | 1996年03月05日 |

## 第4期 マナベル編

### 基礎情報
- 放送期間：1996年4月9日 - 1998年3月3日
- 舞台地域：静岡県沼津市
- 目的設定：宇宙アカデミーの卒業試験

### 概要
第4シリーズは、2年間の放送であった。最初の1年目の放送分については、年間を通して製作され、2年目の放送分については、再放送と新作を半々ぐらいにおり交ぜて放送された。主人公はマナベル（野地将年）であり、下宿先は、年配夫婦が経営する乾物店であった。また第4シリーズには、第2シリーズのようにマナベルがあこがれる女性「ゆきの」が登場した。また、マナベルのほかに宇宙アカデミーから地球に来た女子生徒・イズタン（伊藤いずみ）が、このシリーズにのみ登場し、第3シリーズで主人公を演じたシラベラが、宇宙アカデミーの先輩として登場（畑のしごと（1996年11月26日放送））した。
2022年8月12日に『思い出鑑賞会 あのころ見てた学校放送』で「マナベルピンチ!ここはどこ!?」（1996年5月28日）が再放送された。

### 出演者
マナベル
演 - 野地将年
地球に派遣された時に降り立ったのは伊豆・三津シーパラダイスであった。
地球では「マナベ」と名乗る。
イズタン
演 - 伊藤いずみ
シゴック先生
演 - 青野武
ゆきの

### 放送リスト
| 回 | タイトル                        | テーマ             | 初回放送日     |
| -- | ------------------------------- | ------------------ | -------------- |
| 1  | マナベル!ただいま参上!!         | イントロダクション | 1996年04月09日 |
| 2  | なぞの館の秘密をさぐれ!         | みんなが集まる場所 | 1996年04月23日 |
| 3  | それいけ!みんなでごみあつめ     | すみよいまちを作る | 1996年05月14日 |
| 4  | マナベルピンチ!ここはどこ!?     | 身近な場所の地図   | 1996年05月28日 |
| 5  | 走れマナベル!お茶をさがせ       | 山のそばのようす   | 1996年06月11日 |
| 6  | おいしい水のひみつ              | 川のそばのようす   | 1996年06月25日 |
| 7  | マナベルの愛・ラブ・沼津        | まち全体のようす   | 1996年07月09日 |
| 8  | 北海道もだいすき                | おたより特集1      | 1996年08月27日 |
| 9  | マナベル 愛のプレゼント         | 商店街のようす     | 1996年09月17日 |
| 10 | マナベルの一日店長              | 大きな店           | 1996年10月01日 |
| 11 | やさいのナゾを追え!             | 市場とものの流れ   | 1996年10月15日 |
| 12 | マナベルおさかな○秘リポート     | 海のしごと         | 1996年10月29日 |
| 13 | 大きく育てタイ・アジ・ハマチ    | 養殖のしごと       | 1996年11月12日 |
| 14 | 名たんていマナベルみかんを追え! | 畑のしごと         | 1996年11月26日 |
| 15 | このほしだいすき                | 工場のしごと       | 1996年12月10日 |
| 16 | オオアシのなぞ                  | むかしのくらし     | 1997年01月07日 |
| 17 | 絵馬にねがいを                  | まちに伝わるむかし | 1997年01月21日 |
| 18 | 山にのぼる町                    | まちのうつりかわり | 1997年02月04日 |
| 19 | お便りありがとう!!              | リポート特集       | 1997年02月18日 |
| 20 | 沼津だいすき                    | おたより特集2      | 1997年03月04日 |

| 回 | 回 | タイトル                        | テーマ               | 初回放送日     |
| -- | -- | ------------------------------- | -------------------- | -------------- |
| 1  | 再 | マナベル!ただいま参上!!         | イントロダクション   | 1997年04月08日 |
| 2  | 21 | マナベル まちへ行く             | みんなが集まる場所   | 1997年04月22日 |
| 3  | 22 | マナベルのひもの配達            | すみよいまちを作る   | 1997年05月13日 |
| 4  | 23 | マナベル家出                    | みぢかなばしょのちず | 1997年05月27日 |
| 5  | 24 | するがの国に茶のかおり          | 山のそばのようす     | 1997年06月10日 |
| 6  | 再 | おいしい水のひみつ              | 川のそばのようす     | 1997年06月24日 |
| 7  | 再 | マナベルの愛・ラブ・沼津        | まち全体のようす     | 1997年07月08日 |
| 8  | 25 | マナベル金沢を行く              | おたよりとくしゅう   | 1997年08月26日 |
| 9  | 26 | 祝!ひものや30年                 | まちのしごとしらべ   | 1997年09月16日 |
| 10 | 27 | おばさんの買い物                | 商店街のようす       | 1997年09月30日 |
| 11 | 28 | マナベルの1日店員               | 大きな店             | 1997年10月14日 |
| 12 | 再 | やさいのナゾを追え!             | 市場とものの流れ     | 1997年10月28日 |
| 13 | 再 | マナベルおさかな○秘リポート     | 海のしごと           | 1997年11月11日 |
| 14 | 再 | 名たんていマナベルみかんを追え! | 畑のしごと           | 1997年11月25日 |
| 15 | 再 | このほしだいすき                | 工場のしごと         | 1997年12月09日 |
| 16 | 29 | マナベルのおたからさがし        | むかしのくらし       | 1998年01月06日 |
| 17 | 再 | 絵馬にねがいを                  | まちに伝わるむかし   | 1998年01月20日 |
| 18 | 30 | 港町のナゾ                      | まちのうつりかわり   | 1998年02月03日 |
| 19 | 31 | 大スキ!ぼくの町わたしの町       | リポート特集         | 1998年02月17日 |
| 20 | 32 | さよなら沼津                    | おたより特集2        | 1998年03月03日 |

## 第5期 アチコチ編

### 基礎情報
- 放送期間：1998年4月7日 - 1999年3月2日
- 舞台地域：茨城県鹿嶋市[22]
- 目的設定：宇宙ライブラリーの調査員

### 概要
第5シリーズは、1年間の製作・放送であった。このシリーズでは、番組の設定が大きく変更され、主人公は、宇宙ライブラリーから「宇宙大百科事典」を制作するために地球に派遣された調査員とされた（なお、過去の主人公は宇宙アカデミーを卒業して地球以外の調査員として活躍している設定）。主人公はアチコチ（ロケットりょう太）であった。下宿先は、年配夫婦が経営する喫茶店。地球上のアチコチは、上司のセッカチーフ教授（青野武）の他に、黄色いオウム型ロボットのウォッチ鳥（声：小田木美恵）の監視下におかれていた。また、長島雄一が「星チョースケ」という役名の主人公の父親として出演。『巨人の星』の星一徹を彷彿とさせるシゴキをアチコチに与えるため、しばしば宇宙からやってきていた。
マドンナ役のみづほを演じていた女性は鹿嶋市役所の職員である（市役所側が出演に協力した）。

### 出演者
アチコチ
演 - ロケットりょう太
ウォッチ鳥
声 - 小田木美恵
セッカチーフ教授
演 - 青野武
みづほ

### 放送リスト
| 回 | タイトル                           | テーマ             | 初回放送日     |
| -- | ---------------------------------- | ------------------ | -------------- |
| 1  | アチコチ君がやってきた             | イントロダクション | 1998年04月07日 |
| 2  | 炎のストライカー                   | みんなが集まる場所 | 1998年04月21日 |
| 3  | まつりだ!みんなでワッショイ!!      | すみよいまちを作る | 1998年05月12日 |
| 4  | キミの名は?アチコチの初恋          | 身近な場所の地図   | 1998年05月26日 |
| 5  | アチコチ 初デートだ                | 川のそばのようす   | 1998年06月09日 |
| 6  | ほだ木のなぞを追え!                | 山のそばのようす   | 1998年06月23日 |
| 7  | わたしをニューヨークにつれてって   | まち全体のようす   | 1998年07月07日 |
| 8  | ウォッチどりの旅                   | おたより特集1      | 1998年08月25日 |
| 9  | 喫茶店の新メニューを作れ           | まちのしごとしらべ | 1998年09月17日 |
| 10 | ウォッチどりをすくえ!              | 店の工夫           | 1998年09月29日 |
| 11 | アチコチのプレゼント大作戦         | 大きな店           | 1998年10月13日 |
| 12 | 商店がいで大ハリキリ!              | 昔からある店       | 1998年10月27日 |
| 13 | 海がオイラをよんでいる             | 海のしごと         | 1998年11月10日 |
| 14 | 宇宙害虫をやっつけろ!              | 畑のしごと         | 1998年11月24日 |
| 15 | もっと!もっとプリンを!!            | 工場のしごと       | 1998年12月08日 |
| 16 | 古い道具をさがせ                   | むかしのくらし     | 1999年01月05日 |
| 17 | アチコチの剣道一直線               | 古いものをまもる   | 1999年01月19日 |
| 18 | おじさんのたからものをさがせ       | まちのうつりかわり | 1999年02月02日 |
| 19 | おたよりいっぱい アチコチかんげき! | リポート特集       | 1999年02月16日 |
| 20 | さよならアチコチ さよならこのまち  | おたより特集2      | 1999年03月02日 |

## テーマ主題歌
「このまちだいすき」
- 作詞・作曲・歌:山本正之

## スタッフ
- 制作統括 - 佐々木和哉